# ماربل پلیس (کالیفرنیا)
ماربل پلیس (به انگلیسی: Marble Place) یک منطقهٔ مسکونی در ایالات متحده آمریکا است که در شهرستان مندوسینو، کالیفرنیا واقع شده‌است. ماربل پلیس ۴۶۱ متر بالاتر از سطح دریا واقع شده‌است.